# Марія Еліза Тернер Лаудер
Марія Еліза Тернер Лаудер  (псевдонім Туфі Лаудер, також знана як Марія Еліза Тернер де Туф Лаудер; 20 лютого 1833 — 1 червня 1922) — канадська вчителька, лінгвістка та письменниця, яка багато подорожувала Європою. Публікувала романи та вірші, але здебільшого була відома тим, що писала про свої подорожі. Філантропка, яка брала участь у русі за стриманість.
Авторка книг «Мій перший візит до Англії» (1865), «В Європі» (1877), «Вічнозелене листя: нотатки з моєї книги подорожей. Белфорд» (1877), «Вічнозелене листя: або „Туфі“ в Європі» (1884), «Легенди та казки гір Гарц, Північна Німеччина» (1885), «Нарешті» (1894). Авторка текстів пісень, зокрема «Britain, We Stand by You», 1899; «The Last Night and its Vision», 1901; «Birdie's Reply: To a Wee Bird Trying to Fly», 1907, і «Alone — The Queen's Lament», 1908.

## Молодість й освіта
Марія (або «Марі») Еліз Тернер Туф (або «де Туф») (прізвисько «Туфі») народилася в Сен-Армані, Квебек, Канада, 20 лютого 1833 року. Мала норманське та гугенотське походження, її пращури втекли з Франції до Німеччини під час скасування Нантського едикту. Її батьком був Віткомб Пауерс Туф (або Віткомб де Туф) (пом. 1836), а мамою — Фібі Гаррієт Перрі (1807—1875), яка походила з родини лоялістів Об'єднаної імперії з Вермонту.
Батько помер 1836 року. Через два роки мама вийшла заміж за Родольфа Фуллера Гроте (1809—1888). У цьому шлюбі було п'ятеро зведених суродженців: Джордж Вітфілд Гроте (1843—1920), юрист і поет, автор «Оди на коронацію короля Едуарда VII» (1901); Фібі Агнес Робіна (Гроте) Коупленд (1849—1932), поетеса; Горем Віткомб Грот, лікар; Джон Веслі Грот (1845—1898), страховий агент і Лоренцо Перрі Гроте (1852—1869).
Навчалася в коледжі Оберлін, штат Огайо, оскільки жінок тоді не приймали до Торонтського університету, де вивчала теологію протягом двох років під керівництвом Чарльза Грандісона Фінні, закінчивши заклад з відзнакою.

## Кар'єра
Була мовознавицею, і у своїй роботі слугувалася латинською та грецькою мовами, а також використовувала свої знання кількох сучасних мов, останньою з яких вона вільно розмовляла. Після здобуття освіти займалася мовознавством і викладала в жіночому коледжі Вітбі в місті Вітбі, Онтаріо.
1856 року вийшла заміж за вчителя Абрама Вільяма Лаудера, і вони переїхали до Торонто, де він вивчав право. Він став видатним баристером у місті, приєднавшись до Консервативної партії кілька років працював у Законодавчому зібранні Онтаріо. За цей час його дружина стала філантропкою і приєдналася до Жіночого християнського союзу тверезості.
У Лаудерів народилася одна дитина, піаніст Вільям Во Лаудер, якого мама сама навчала до 1869 року, коли йому виповнилося 11 років. Вона займалася і музичною освітою. Для цього Лаудер багато подорожувала, проживаючи у Великій Британії, Німеччині, Франції та Італії та відвідуючи багато частин Європи в супроводі чоловіка та сина. За кордоном подружилася з кількома музичними знаменитостями й авторами, й, озброївшись вступним листом від відомого письменника та музичного критика Оскара Пауля з Королівської консерваторії музики в Лейпцигу, взяла Вільяма до Заксе-Веймара, де він навчався у Ференца Ліста. За словами Полін Покнелл, Вільям був єдиним канадським учнем Ліста. На запрошення Ліста він виступав у Римі. Там Лаудер представили Умберто I та королеві Маргариті, і її вшанували приватною аудієнцією з королевою та запрошеннями до Квіриналськогоу палацу та палацу Каподімонте в Неаполі. Лаудер з сином також представили й папському двору папі Леву XIII. Численні подорожі надихнули Лаудер на публікацію різних книг, зокрема «Мій перший візит до Англії» (1865) та «В Європі» (Торонто, 1877).
Від захоплення часом, проведеним у Гарці влітку, вона зібрала матеріал про місцеві народні казки за допомогою німецького письменника Густава Фрайтага та написала «Легенди й оповідання гір Гарца в Німеччині», опубліковані Hodder&Stoughton. Працю 1881 року присвятила королеві Маргариті, яка подарувала Лаудер свій королівський портрет з автографом. Про цю книгу у «The Westminster Review» писали:
Любителі старих німецьких оповідань сердечно вдячні «Туфі Лаудер» за таку чарівну збірку «Легенд й оповідань гір Гарц». Ми не здогадуємося, чи «Туфі Лаудер» леді чи джентльмен, але здається, що витончений стиль книги походить з-під жіночого пера.
«Туфі» — її псевдонім. Лаудер опублікувала багато літературних статей і віршів, використовуючи його, а також низку збірок віршів. «Туфі» також була вигаданим персонажем принаймні в одному з творів Лаудер.
Написала вірш з нагоди смерті імператриці Єлизавети Баварської, а також вірші на честь королеви Вікторії, короля Едуарда та короля Георга. Написала слова для кількох пісень, зокрема «Britain, We Stand by You», «The Last Night and its Vision», «Birdie's Reply»: To a Wee Bird Trying to Fly", музика Артура Уведала, «Alone — The Queen's Lament».

## Особисте життя
Була музиканткою-аматоркою. Як методист за релігійною приналежністю, стала співзасновницею методистської церкви Метрополітен, історичної будівлі в неоготичному стилі в центрі Торонто, яка стала однією з найбільших і найвидатніших церков Об'єднаної церкви Канади.
Померла у Торонто 1 червня 1922 року у 89 років після нетривалої хвороби.

## Вибіркові твори

### Книги
- Lauder, Toofie (1865). My First Visit to England.
- Lauder, Toofie (1877). In Europe.
- Lauder, Toofie (1877). Evergreen Leaves: Being Notes from My Travel Book. Belford. OCLC 681417843.
- Lauder, Toofie (1884). Evergreen Leaves: Or, "Toofie" in Europe. OCLC 271435912.
- Lauder, Toofie (1885). Legends and Tales of the Harz Mountains, North Germany. ISBN 9780665586132. OCLC 890752616.
- Lauder, Toofie (1894). At Last. ISBN 9780665088926. OCLC 890754209.

### Текст пісень
- «Britain, We Stand by You», 1899.
- Lauder, Toofie (March 1901). The Last Night and its Vision. Methodist Magazine and Review'. 53 (3): 244.
- «Birdie's Reply: To a Wee Bird Trying to Fly», music by Arthur Uvedale, 1907. OCLC 1007594208OCLC 1007594208
- «Alone — The Queen's Lament», 1908. OCLC 1007622708OCLC 1007622708